# ディズニー・セコイア・ロッジ
ディズニー・セコイア・ロッジ（Disney's Sequoia Lodge）はフランスのディズニーランド・パリ内にある公式のディズニーホテルである。

## 概要
「ディズニー・レイク」と呼ばれを湖を渡って商業施設「ディズニー・ヴィレッジ」（東京ディズニーリゾートでは「イクスピアリ」のようなもの）に面しており、1011室のゲストルームと2つのレストラン（1つは焼き肉専門店）、ホテルバーがある（全室内禁煙となっている）。
また、ホテルのスイミングプールとレジャー施設がある（詳しくは下記）。ホテルの周りの木はアメリカとカナダのウェスト・コーストから輸入されている。
「ディズニー・バケーション・クラブ」にも対応している。

## モデル
アメリカのセコイア国立公園の赤いレンガの建物をモデルとしている。

## 各施設への移動距離・時間

### ディズニーランド・パーク
ホテルから「ディズニーランド・パーク」まで徒歩 約7分である。アメリカのアナハイムにある「ディズニーランド」（ディズニーランド・リゾート）をモデルとしたパークで、ディズニーランド・パリのメイン施設でもある。

### ディズニー・ヴィレッジ
ホテルから「ディズニー・ヴィレッジ」まで徒歩 約7 分かかる。ディズニー関連の商業施設である。

### ウォルト・ディズニー・スタジオ・パーク
ホテルから「ウォルト・ディズニー・スタジオ・パーク」までは徒歩 約9 分かかる。「トワイライトゾーン・タワー・オブ・テラー」やマーベルなどのハリウッド映画をイメージとした第2のパークである。

## レストラン
ログキャビン風の店内でカントリースタイルの料理を提供する「ハンターズ・グリル」と「ビーバー・クリーク・タバーン」大きな暖炉で暖まる、カクテルラウンジ「レッドウッド・バー・アンド・ラウンジ」などがある。

## 事故
1996年9月8日に、部屋が火事により被害を受けた。